# Karl Heinz Henssel
Karl Heinz Henssel (* 3. Juli 1917 in Berlin; † 8. Februar 2014 ebenda) war ein deutscher Verleger. Er gründete und leitete bis 1994 den Karl Heinz Henssel Verlag.

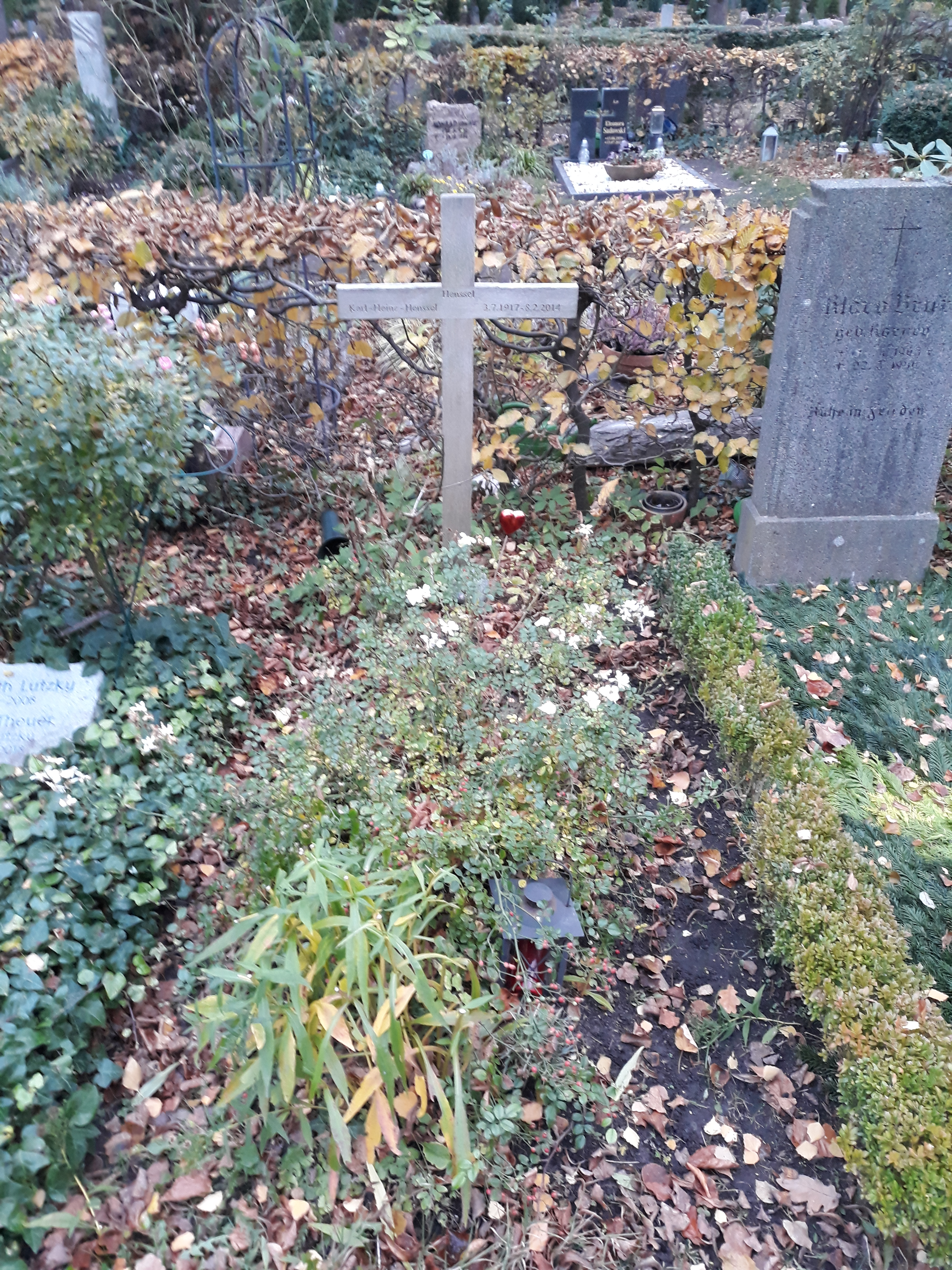
Das Grab von Karl Heinz Henssel auf dem Friedhof Schöneberg III in Berlin-Friedenau.

## Leben
Henssels Vater war ebenfalls Verleger, er leitete den Paul-Franke-Verlag. Henssel wuchs in einem von Büchern geprägten Elternhaus auf, sein Bruder Egon wurde 1934 als Kommunist von den Nationalsozialisten ermordet. Nach einer Druckerlehre arbeitete er als Lektor im Rowohlt Verlag und begann 1938, selbst Bücher zu verlegen. Nach der kriegsbedingten Unterbrechung erteilten ihm die Alliierten 1946 eine der ersten Drucklizenzen. Seine größten Erfolge als Verleger in der Nachkriegszeit waren Ausgaben der Werke von Joachim Ringelnatz, Gedichte von Emily Dickinson, Mein linker Fuß von Christy Brown und die Romane des südafrikanisch-britischen Autors Laurens van der Post.
Karl Heinz Henssel war mit dem Pfarrer Harald Poelchau befreundet. Nach der Hinrichtung von Helmuth James Graf von Moltke unterstützten Poelchau und Henssel dessen Witwe Freya und deren Kinder. Henssel ermutigte Freya von Moltke, ihre Erinnerungen aufzuschreiben, und veröffentlichte in seinem Verlag schon 1951 Letzte Briefe aus dem Gefängnis Tegel von Helmuth James Graf von Moltke. 1956 heiratete Henssel in zweiter Ehe Moltkes Schwester Asta.
1994 gab Karl Heinz Henssel seinen Verlag auf und übergab die Rechte an den Titeln an den Diogenes Verlag. Karl Heinz Henssel starb im Alter von 96 Jahren in seinem Haus in Berlin-Wannsee. Sein Grab befindet sich auf dem Friedhof Schöneberg III.